# Обособленный транснептуновый объект

Транснептуновые объекты на расстоянии более 100 а.е. от Солнца: Объекты рассеянного диска (серые) и обособленные объекты (белые)

Обособленные транснептуновые объекты (англ. detached objects) — класс объектов Солнечной системы, расположенных за орбитой Нептуна. Эти объекты имеют точки перигелия орбит на значительном расстоянии от Нептуна и не испытывают его гравитационного влияния, и это делает их, по существу, «обособленными» от остальной части солнечной системы.
Таким образом, они существенно отличаются от большинства известных транснептуновых объектов, орбиты которых изменились в той или иной степени до своего текущего состояния благодаря гравитационным возмущениям от сближений с газовыми гигантами, преимущественно Нептуном. Обособленные объекты имеют бо́льшие значения перигелия орбит, в отличие от других групп ТНО, в том числе объектов, состоящих в орбитальном резонансе с Нептуном, таких как Плутон, классических объектов пояса Койпера, не состоящих в резонансе, таких как Макемаке, и объектов рассеянного диска, вроде Эриды.
По формальной классификации Глубоким обзором эклиптики, обособленные объекты представляются объектами расширенного рассеянного диска (англ. extended scattered disc objects, E-SDO), далёкими обособленными объектами (англ. distant detached objects, DDO) или продолжением рассеянного диска. Это отражает динамические градации, которые могут существовать между орбитальными параметрами объектов рассеянного диска и обособленными объектами.
По меньшей мере уже девять таких объектов были надёжно определены, из которых наиболее известным является, вероятно, Седна.

## Орбиты
Обособленные объекты, как правило, имеют большие орбиты с большим эксцентриситетом с большими полуосями — до нескольких сотен астрономических единиц (а.е., радиус земной орбиты). Такие орбиты не были результатом гравитационного рассеяния газовыми гигантами (в частности, Нептуном). Для объяснения этого феномена был выдвинут ряд объяснений, в том числе взаимодействие с проходящей рядом звездой и влияние далёкой крупной планеты, например, пятого газового гиганта. Классификация, предложенная группой Глубокого обзора эклиптики, вводит формальные различия между ближними объектами рассеянного диска (которые могли быть рассеяны Нептуном) и его отдалёнными объектами (например, (90377) Седна), используя значение критерия Тиссерана, начиная от 3.
После компьютерного моделирования Энн-Мари Мэдиган из Департамента астрофизических и планетарных наук пришла вместе с коллегами к выводу, что странные орбиты обособленных транснептуновых объектов объясняются не существованием Девятой планеты, а коллективной гравитацией, так как более мелкие объекты, движущиеся со стороны Солнца, врезаются в более крупные объекты типа Седны, в результате чего более крупные объекты отталкиваются к окраинам Солнечной системы и изменяются параметры их орбит.

## Классификация
Обособленные объекты являются одним из четырёх различных классов ТНО (другие три класса: классические объекты пояса Койпера, резонансные транснептуновые объекты и объекты рассеянного диска). У обособленных объектов перигелий, как правило на расстоянии более 40 а.е., препятствующем сильным взаимодействиям с Нептуном, который имеет практически круговую орбиту радиусом в 30 а.е. Однако нет чётких границ зоны объектов рассеянного диска и зоны обособленных объектов, так как могут существовать транснептуновые объекты в промежуточной области с перигелием на расстоянии между 37 и 40 а.е. Один из таких промежуточных объектов, с хорошо определённой орбитой (120132) 2003 FY128.
Открытие (90377) Седны вместе с несколькими другими объектами такими как (148209) 2000 CR105 и 2004 XR190 (также известным как «Баффи») вынудили начать обсуждение категоризации удалённых объектов, которые также могут быть частью внутреннего облака Оорта или (что более вероятно) переходными объектами между рассеянным диском и внутренней частью облака Оорта.
Хотя Седна официально считается объектом рассеянного диска (MPC), её первооткрыватель Майкл Браун предположил, что, поскольку его перигелий составляет 76 а.е. и слишком далёк от гравитационного воздействия Нептуна, поэтому его следует рассматривать как объект внутреннего облака Оорта, а не частью рассеянного диска. Эта классификация Седны, как отдельного объекта, принимается в последних публикациях.
Таким образом, предполагается, что отсутствие значительного гравитационного взаимодействия с внешними планетами создаёт расширенную внешнюю группу, начинающуюся где-то между Седной (перигелий 76 а.е.) и более традиционными объектами рассеянного диска, вроде Эриды (перигелий 37 а.е.). Эрида указана как объект рассеянного диска Глубоким обзором эклиптики.
Одной из проблем, связанных с этой расширенной категорией, является то, что слабые резонансы могут существовать, и это будет трудно доказать, в связи с хаотическими планетарными возмущениями и отсутствием в настоящее время точного определения орбит этих далёких объектов. Эти объекты имеют орбитальные периоды более 300 лет, и большинство из них наблюдались лишь в течение короткой дуги за пару лет наблюдений. Из-за их большого расстояния и медленного движения на фоне звёзд должны пройти десятилетия, прежде чем удастся достаточно хорошо определить параметры их орбит, чтобы с уверенностью подтвердить или исключить наличие резонанса. Дальнейшее изучение орбит и потенциального резонанса этих объектов поможет понять перемещение планет-гигантов и эволюцию солнечной системы. Например, методы Емельяненко и Киселёва в 2007 году показывают, что многие удалённые объекты могут быть в резонансе с Нептуном. Они показывают наличие 10 % вероятности того, что 2000 CR105 в резонансе 1:20, 38 % — что 2003 QK91 в резонансе 3:10 и 84 % вероятность того, что (82075) 2000 YW34 в резонансе 3:8 с Нептуном. Кандидат в карликовые планеты (145480) 2005 TB190, судя по всему, имеет менее 1 % вероятности резонанса 1:4.

## Кандидаты
Здесь приведён список известных объектов, в порядке уменьшения перигелия, которые не могут быть легко рассеяны Нептуном, и поэтому, вероятно, будут обособленными объектами:
| Порядковый номер | Название      | Диаметр (км) | H   | Перигелий (а. е.) | Афелий (а. е.) | Год открытия | Первооткрыватели                              | Метод расчёта диаметра | Тип                                                         |
| ---------------- | ------------- | ------------ | --- | ----------------- | -------------- | ------------ | --------------------------------------------- | ---------------------- | ----------------------------------------------------------- |
| 90377            | (90377) Седна | 1200-1600    | 1,6 | 76,1              | 975,5          | 2003         | Майкл Браун, Чедвик Трухильо, Дэвид Рабинович | Тепловой               | Обособленный                                                |
|                  | 2004 XR190    | 335-850      | 4,5 | 52,3              | 61,8           | 2004         | Линни Джонс и др.                             | Предполагается         | Обособленный                                                |
|                  | 2004 VN112    | 130-300      | 6,4 | 47,3              | 614            | 2004         | Обсерватория Серро Тололо                     | Предполагается         | Обособленный                                                |
| 145480           | 2005 TB190    | ~500         | 4,7 | 46,2              | 106,5          | 2005         | А. Беккер и др..                              | Предполагается         | Обособленный                                                |
| 148209           | 2000 CR105    | ~250         | 6,1 | 44,3              | 397            | 2000         | Обсерватория Лоуэлла                          | Предполагается         | Обособленный                                                |
|                  | 2003 UY291    | ~150         | 7,3 | 41,2              | 57,1           | 2003         | Дж. Питтихова и др.                           | Предполагается         | Классический объект пояса Койпера?                          |
| 82075            | 2000 YW134    | ~500         | 4,7 | 41,0              | 73,9           | 2000         | Spacewatch                                    | Предполагается         | 3:8 резонирующий                                            |
| 48639            | 1995 TL8      | ~350         | 5,2 | 40,0              | 64,5           | 1995         | A. Глисон                                     | Предполагается         | Обособленный                                                |
|                  | 2003 QK91     | ~180         | 6,9 | 38,4              | 98,5           | 2003         | Дж. Эллиот и др..                             | Предполагается         | Обособленный                                                |
|                  | 2003 FZ129    | ~150         | 7,3 | 38,0              | 85,6           | 2003         | Обсерватория Мауна-Кеа                        | Предполагается         | Обособленный                                                |
| 134210           | 2005 PQ21     | ~200         | 6,7 | 37,6              | 87,6           | 2005         | Серро Тололо                                  | Предполагается         | Обособленный                                                |
|                  | 2006 QH181    | ~765         | 3,8 | 37,6              | 97,0           | 2006         | Серро Тололо                                  | Предполагается         | Обособленный или 1:5 резонирующий?                          |
| 120132           | 2003 FY128    | ~440         | 4,8 | 37,0              | 61,7           | 2003         | N.E.A.T.                                      | Предполагается         | Обособленный                                                |
|                  | 2006 HX122    | ~290         | 5,9 | 36,4              | 102,6          | 2006         | Марк Буе                                      | Предполагается         | Обособленный или 2:7 резонирующий?                          |
|                  | 2010 KZ39     | 440-980      | 3.9 | 39.1              | 52.5           | 2010         | Анджей Удальский                              | Предполагается         | Обособленный или классический объект Пояса Эджворта-Койпера |